# خورخي بينيتيز
خورخي بينيتيز (بالإنجليزية: Jorge Benitez)‏ (1 يناير 1942 ببيرو - ) هو لاعب كرة قدم أمريكي في مركز الهجوم. شارك مع منتخب الولايات المتحدة لكرة القدم. أما مع النوادي، فقد لعب مع لوس أنجلوس وولفز وBoston Tigers ‏ وPhiladelphia Ukrainians ‏ وكانزاس سيتي سبورز ‏.

## روابط خارجية
- خورخي بينيتيز على موقع ناشيونال فوتبول تيمز (الإنجليزية)